# 帆

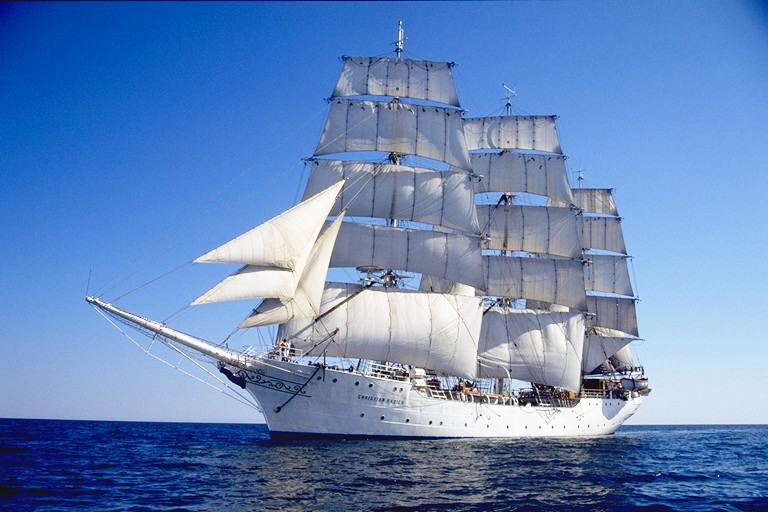
横帆を持つシップの例、ノルウェーのChristian Radich

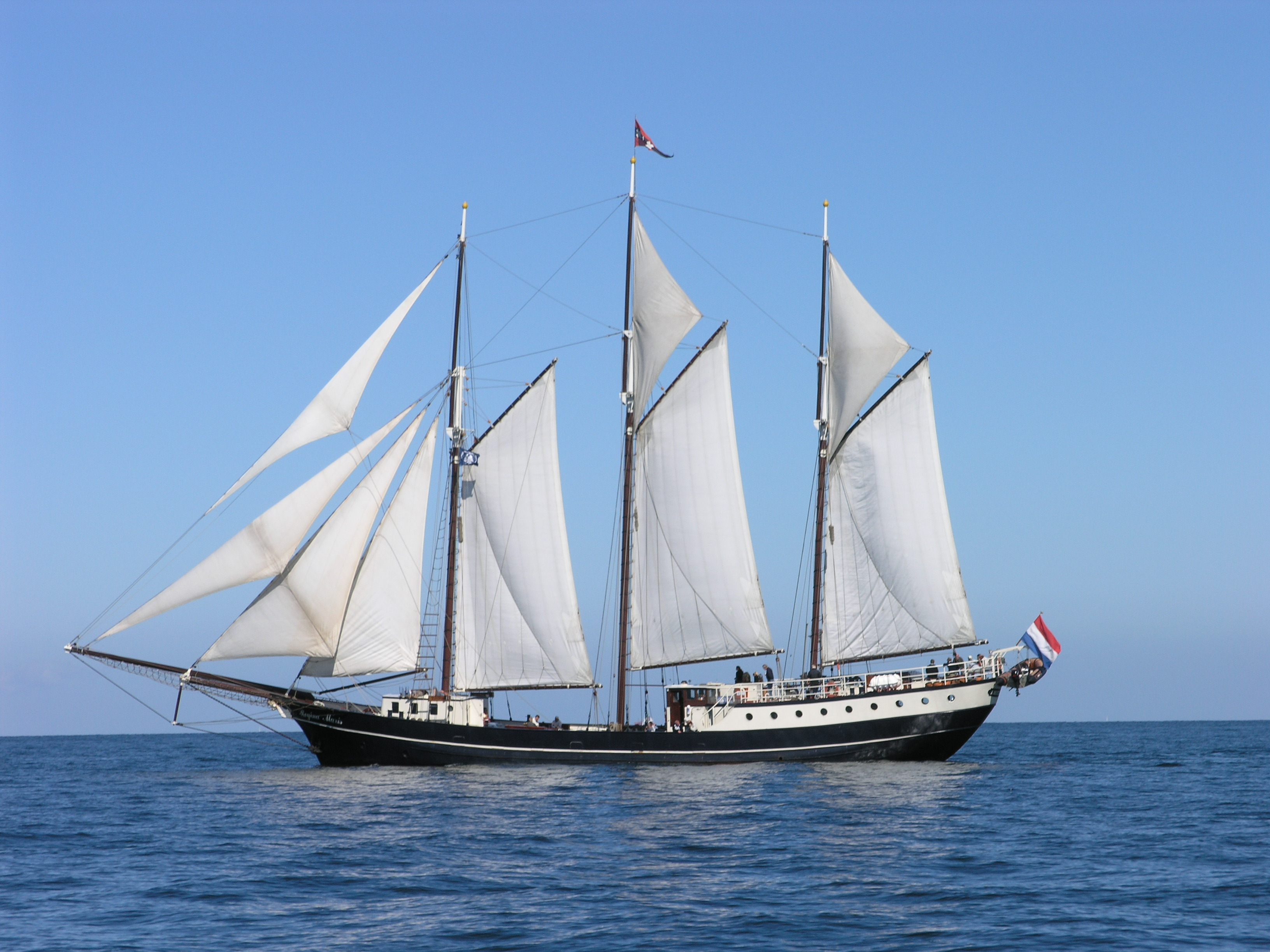
縦帆を持つスクーナーの例、フランスのRegina Maris

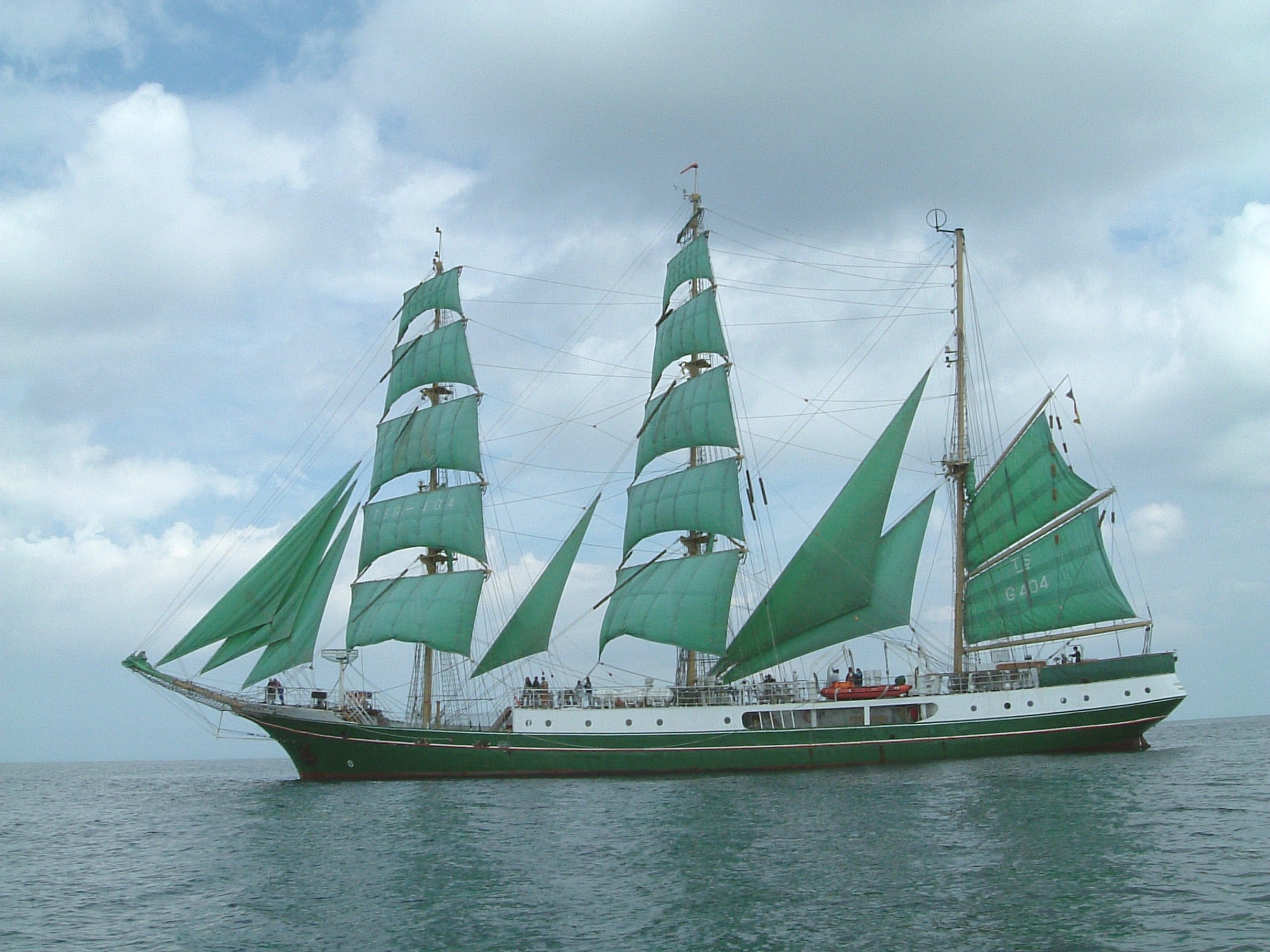
横帆と縦帆の両方を持つバークの例、ドイツのAlexander von Humboldt

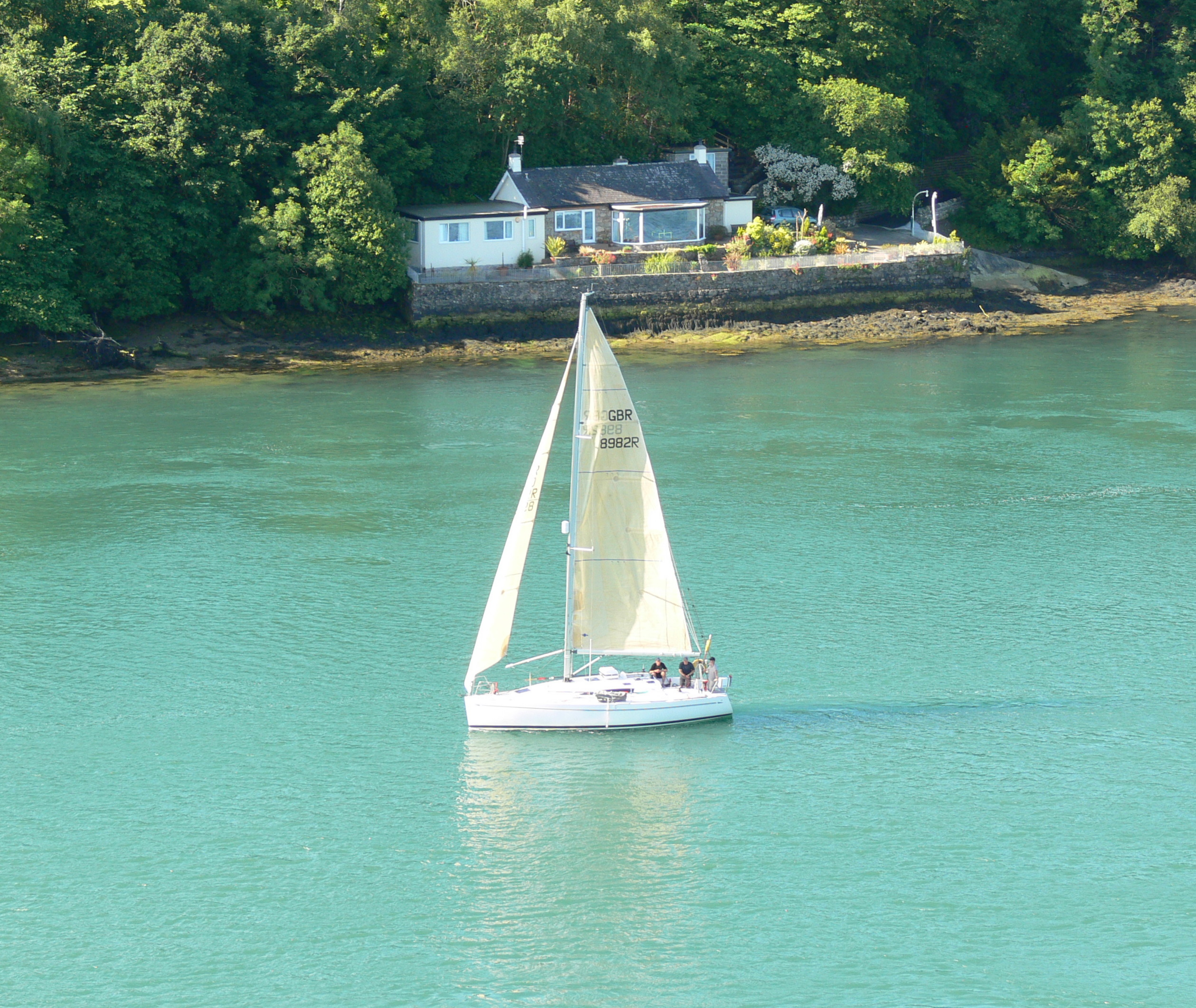
現代の世界各地のマリーナで一般的なセーリングクルーザーのセイル。基本はメインセイル（後方のもの）とジブセイル（前方のもの）のシンプルな2枚構成であり、追い風を利用して速度を上げたい時のみスピンネーカーを追加する。

帆（ほ、英: sail）とは、風により船の推進力を得るための器具である。欧米の船のものに関しては、日本でもセイル（セール）と呼ぶことが一般的である。

## 歴史
帆の発明は、車輪の発明と同じくらい、あるいはそれ以上に重要な技術的な進歩だった。一部では、新石器時代の新生活様式のもとで、あるいは太古の文明の都市で、帆が使われるようになっていったしるしがある、と言われている。だが、いつどこで帆が発明されたか知られていない。:173
水上運送の初期の発展は、おもに世界の2つの地域で起きたと信じられている。地中海と東南アジアである。それらの海域は、水温が温かく、筏を使っても低体温症にならずに済み、目に見える距離に島々があったので、人々は水上を旅したいという気持ちにさせられたし、そういう旅をするのに高度な航法など必要なかったからである。それに加えて（地中海沿岸、古代エジプトの）ナイル川を移動する場合は、川が北向きに流れているのに対して風は南向きに吹いており、川を下る場合は流れにまかせて、川を上る場合は追い風の力を利用して行き来すればよかった。:113:7
多くの人は、帆が紀元前5千年紀より以前に使われていたとは考えていない。だが、それよりずっと以前に発明されていた、と考える人もいる。
ククテニ文化の陶器の考古学的研究によると、紀元前6千年紀にセイルボートが使用されたというしるしがある。
古代メソポタミアのウバイド期（およそ紀元前6000年-紀元前4300年）には、セイルボートが使われていたことを示す、より明確な証拠がある。

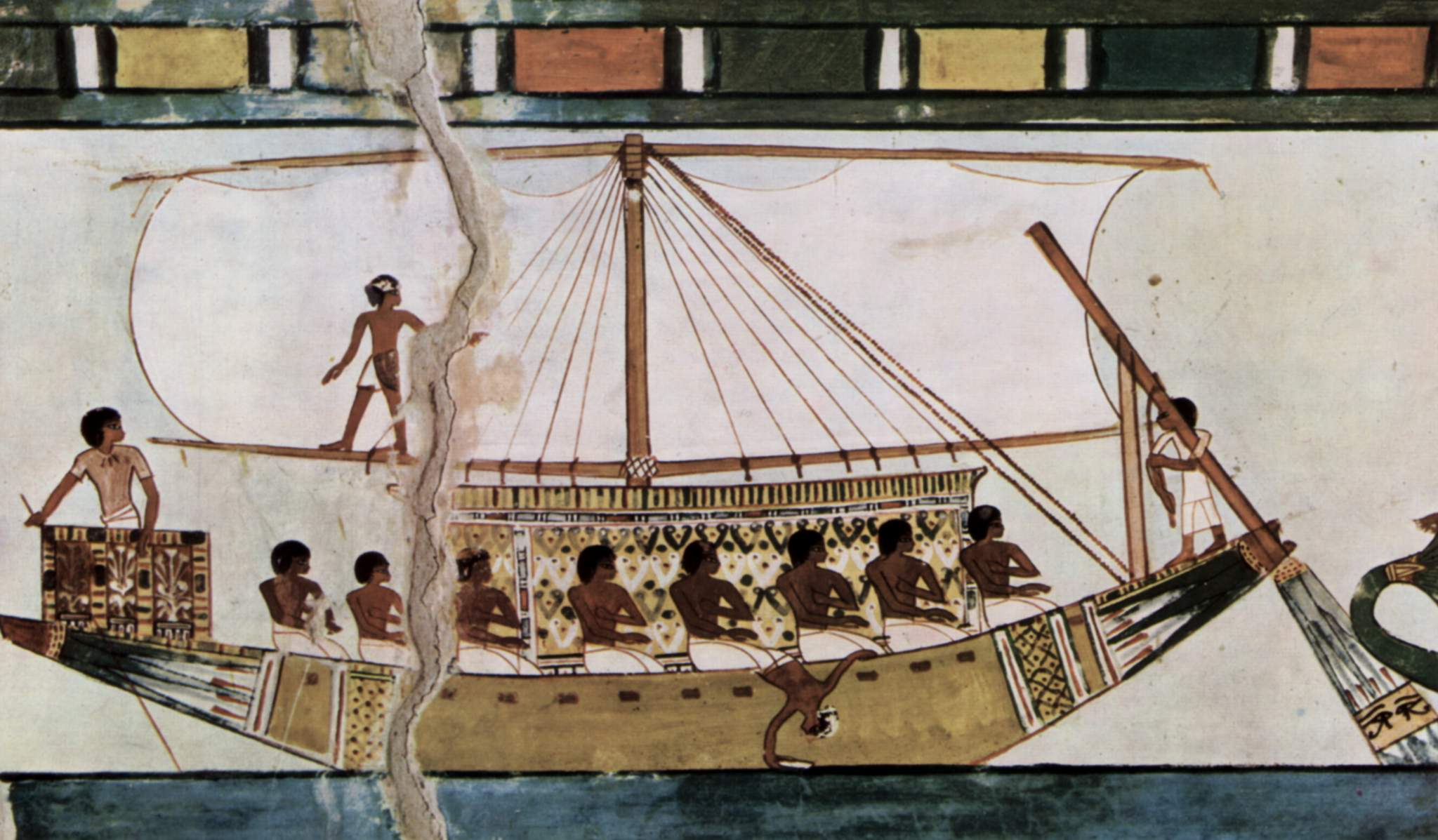
エジプト新王国時代の壁画に描かれた船にある横帆（紀元前1411年から1422年にテーベの貴族の墓に描かれたもの）

古代エジプト時代の墳墓から出土した花瓶（紀元前4000年頃のものと推定されている）に帆をもつ船が描かれているものがある。
中国では後漢時代（25年 - 220年）の書『釋名（しゃくみょう）』に、織物の帆を使用したと推測される記述があり、また「柱を立つを椳（わい）と曰う。椳は巍（ぎ）なり。巍巍として高きかたちなり」と記されているが、椳とは観音開きの門の回転軸のことで（後述書 p.99）、左右に一軸ずつあった。すなわち門の軸のように船の両舷に一本ずつ柱が立っていたことを表している。これは横帆とみられる（後述書 p.99）。三国時代の『三国志』にも帆走の記述が度々見られる。
和船の帆に関しては、古墳時代には絵で両舷の帆が確認されるが、中世になると中央に帆柱を立てた四角帆となった（詳細は「和船」の帆を参照）。10世紀中頃の『和名類聚抄』巻十一の帆に関する記述には、中国の『釋名』に関する引用が見られるため、早くから古文献的な歴史を認知していたことがわかる。

## セイルプラン
英語版en:Sail planを参照
複数のセイル（しばしばひとつひとつは異なる形のセイル）を組み合わせて１艘の船のセイル群全体の構成の設計を行うことをセイルプラン（sail plan、日本語: 帆装）と言う。
セイルプランには、セイルだけでなく、セイルを張るための構造体の設計も含まれている。

## セイルの素材
英語版記事 en:Sailcloth、en:Sail components#Materialsも参照のこと。
セイルをどのような繊維、またどのような布で作るかということが、セイルの形状とともに、セイルの性能に大きく影響する。セイルの繊維、およびその繊維で織られた生地（帆布）を選ぶ際、考慮すべき重要なファクタがいくつかある。主なファクタは初期弾性率（initial modulus）、引張強度（breaking strength (tenacity)）、クリープ（creep）、耐久性（つまり疲労に対する強さなど）である。そしてそれらのファクタに加えて、その導入費用（購入費用あるいは制作費用）と使用可能期間により、長期的な観点での、そのセイルの費用対効果が計算できることになる。

### セイルの素材の歴史
伝統的にセイルは、主に亜麻の布（亜麻布、リネン）や、木綿（コットン）のキャンバスで作られてきた。
古代エジプトでは、その肥沃な土地で亜麻が栽培され亜麻布が織られ使われていたことが知られており、セイルにもその亜麻布が使われていた。
古代インドで紀元前1500年ころに木綿で帆布が織られるようになっていた
古代のポリネシアでは、ラウの葉を筵に編んだラウハラと呼ばれる素材が使用された。
一方、スカンジナビアやスコットランドやアイスランドなど、北方の地域では11世紀から19世紀にかけてウールのセイルを使った。（つまり、ヴァイキングが活動した海域では、その後毛織物のセイルが使われるようになった。）
帆船時代、大航海時代の西ヨーロッパの帆船を支えたのは、主に亜麻布や木綿のキャンバス織りの生地である。
なお17世紀から18世紀には軽くて耐久性の向上した綿布へ回帰し帆船の高速化を図る国もあった。国ごとに繊維の選択の傾向が異った。（この時代、帆布はカバンなど様々な用途に使われるようになっていった。この時代のセイルに木綿キャンバスが多用されたことの名残で今でも帆布と呼ばれ、現代ではその素材感や耐久性が評価され、カバンや服飾などに使われている）
日本の帆の素材について。古代からヨーロッパやインドで生産・使用されていて帆に適していた亜麻や木綿が、古代の日本では全く生産されておらず亜麻布も木綿布も無かった。古いものから追うと、7世紀の遣隋使船の帆の素材については詳しい記述が残っていない（よって推測の域を出ないが、おそらくはわらやイグサが使用された。）。続いて7世紀から10世紀の遣唐使船では素材が変更され竹で編んだ「網代帆（あじろほ）」が使われるようになったようである。（だが、遣隋使船・遣唐使船いずれの帆も、上で説明したセイルの基本要件を満たしておらず、帆としてはかなり低質なもので、風が抜けてしまい航行性能が低く、耐久性も低く、日本の船乗りはそれに苦しめられた）。時代が下り織田信長の時代には日本でもようやく帆の素材として木綿が選択肢に入ったようで、毛利水軍やそれと戦った織田方の水軍が綿布の帆を使用した。藁の筵や編み竹よりも木綿織物の帆のほうが性能が良いので、勝つために木綿織物を使ったのである。時代が下り江戸時代、正徳2年（1712年）成立の『和漢三才図会』の「帆」の項目に、「昔は藁筵を用いたが、近年は木綿織物を用いる」と記載された。だが和漢三才図会の段階では、木綿織物と言ってもまだ薄手の織物しか生産されておらず、それを複数枚重ねて縫い合わせて帆として使用していて、帆としては問題があった（帆の基本要件を十分に満たしていない）。その問題を解決するために1785年（天明5年）に播磨国高砂（現在の兵庫県高砂市）で工樂松右衛門が、太い木綿糸を経糸にも横糸にも使う厚手で幅広の木綿織物を開発し、この帆の航行性能や耐久性が日本の船乗りや船主に高く評価され日本全国に広まり松右衛門帆と呼ばれるようになった。（これで日本の帆の素材も、ようやくヨーロッパ水準に近づいた。なお、この松右衛門帆の生地も現代で再評価され兵庫県の産品となりカバンに使われている）。 
21世紀には、ナイロンがその軽量でしなやかな性質が評価されスピンネーカーや三角帆につかわれるようになった。同様の理由でダクロン、アラミド繊維、ケブラーなども使われている。  競技用では、引張強度を高めてセイルが裂けるのを防止するためにケブラーが使われることがある。なお、化学繊維は概して紫外線（UV）に弱いため、使用時以外は、できるだけUVを遮断できるカバーをかけて、UV曝露時間を減らすことで使用期間を伸ばそうとすることが行われている。また帆走を主目的としないモーターヨットでは、航行中でも簡単に取り外しができるUVカットのケースを使用することもある。

## 帆を張るための構造体
帆は幾つかの支持棒で支えられており、船体から垂直方向に伸びている支柱をマストと呼ぶ。水平方向つまりマストと直交する向きにとりつけられ、帆の上部で帆を吊るようにして支える支持棒をヤード（Yard）または帆けたと呼ぶ。やはり水平方向だが、帆を下から支える支持棒のほうはブーム（Boom）と呼ぶ。
帆を張ったり、畳んだり、マスト等に固定する際にはロープが欠かせない。大型のセイルは滑車（プーリー）等を使用して張ることが多い。ロープの結び方としては、帆を張る目的で生み出された様々な方法が存在する。
なおセーリングボート、セーリングクルーザーでは、後述する縦帆を使用するが、その主帆では、セイルの前辺をラフ（Luff）、セイルの後辺のことをリーチ（Leech）と呼ぶ。リグの説明でもラフ、リーチなどの用語が多用される。

## セイルの大分類
帆は、日本語では横帆と縦帆に大分類されている。ヨットなど小型帆船では基本的には縦帆のみで構成されるが、遠洋航海を目的とした大型の帆船では横帆を主として縦帆と組み合わせたセイルプランとなる。おおむねその分類に相当するが、西欧では形状にもとづいてスクエアセール（角帆）とラティーンセイル（三角帆）に大分類する。ここでは横帆と縦帆という大分類に基づいて説明する。

## 横帆

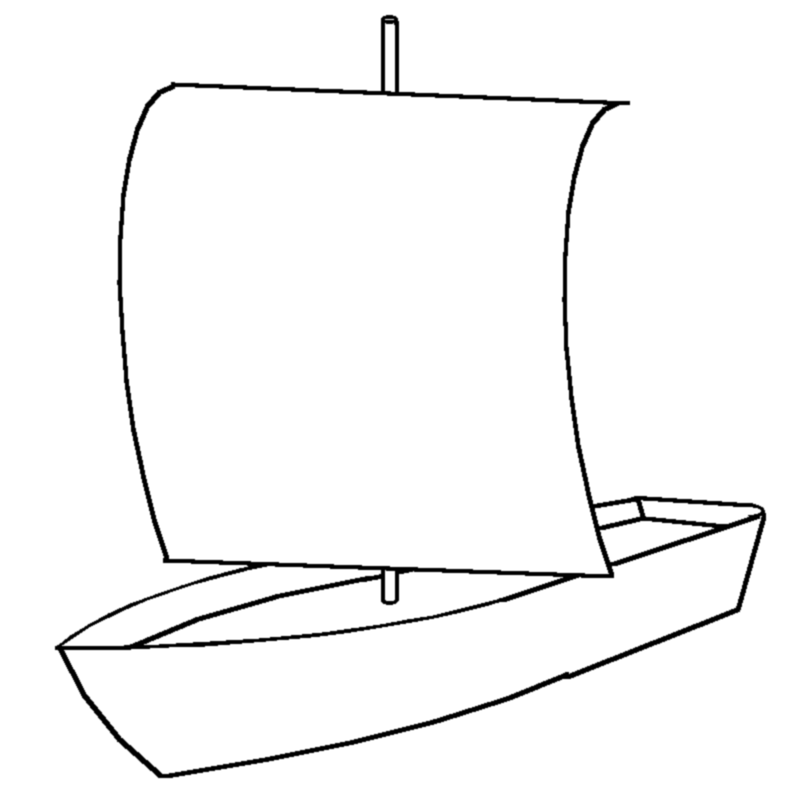
横帆

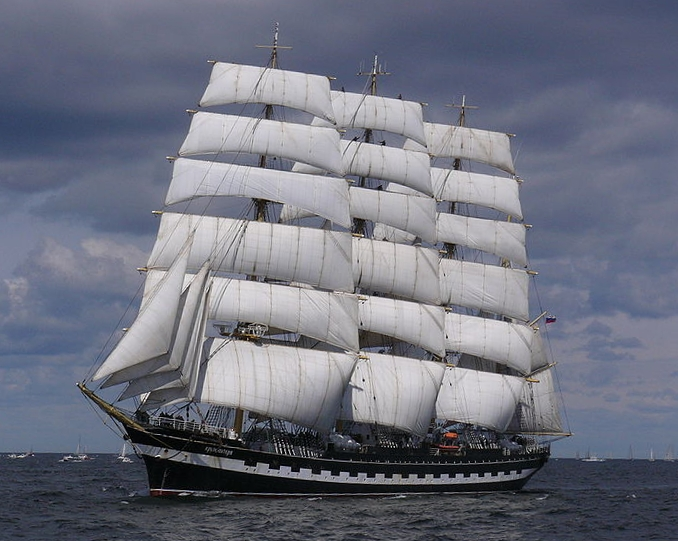
横帆を持つ帆船の例

横帆（おうはん、角帆、square sail）とは、横方向の（マストに直交する方向の）支持棒（ヤード）に張る帆である。船の中心線と直交する角度と近い角度に張られることが多い。西洋帆船ではその形状からスクエアセイル（角帆）と呼ばれる。横帆は、マストの左右両側にセイルが配置される。
人類が最初に用いたのは、この横帆であったと推定されている。ナイル川では川をのぼる際に地中海からアフリカ大陸内陸部に向かって吹く風を追い風として利用した（#歴史の節で解説）。最初、船の中心あたりに1本のマストを立て、1つの横帆を張っていた。古代エジプト、紀元前数千年の段階では、ひとつの横帆で大きな推力を得ようとして船体と比して大きな横帆を用いたらしい。
最初は、船の中心線と直交する角度に配置して風下方向に進むために使っていたが、やがて帆が直交以外の角度になると船が風下以外の方向に進むということを経験的に知り、意図的にそういう使い方もするようになったらしい。
そして直交以外の角度で使うようになって、できるだけ大きな面積で風をとらえようとして、複数のマストを立てたり、1本のマストに複数の帆を張るということが行われるようになったらしい。
なお横帆は船が風下に進む場合は特に問題は無いが、船を風に対して横方向や風上に切り上がる方向に進めるために使うと、帆の横側の支持体が無いことが影響して、進行方向前方からの風を受けて布の風上側の縁がはためいてしまい、帆の張り（曲面）を維持するのが難しい。このため横帆は（あとで説明する縦帆と比べると）風上に上る帆走には不向きである。また、横帆を多数に分割することが常識化してからは、帆の向きを変えるのに必要な作業も帆の数に応じて多くなっているので、横帆は船の針路を頻繁に変える必要がある沿岸部の帆走にも向いていない。

このような事情があり、横帆の現在の主な用途は、大洋航海を目的とした大型帆船の主帆としての用途である。

### 帆船の各帆の名称

3本マストのシップの帆装図

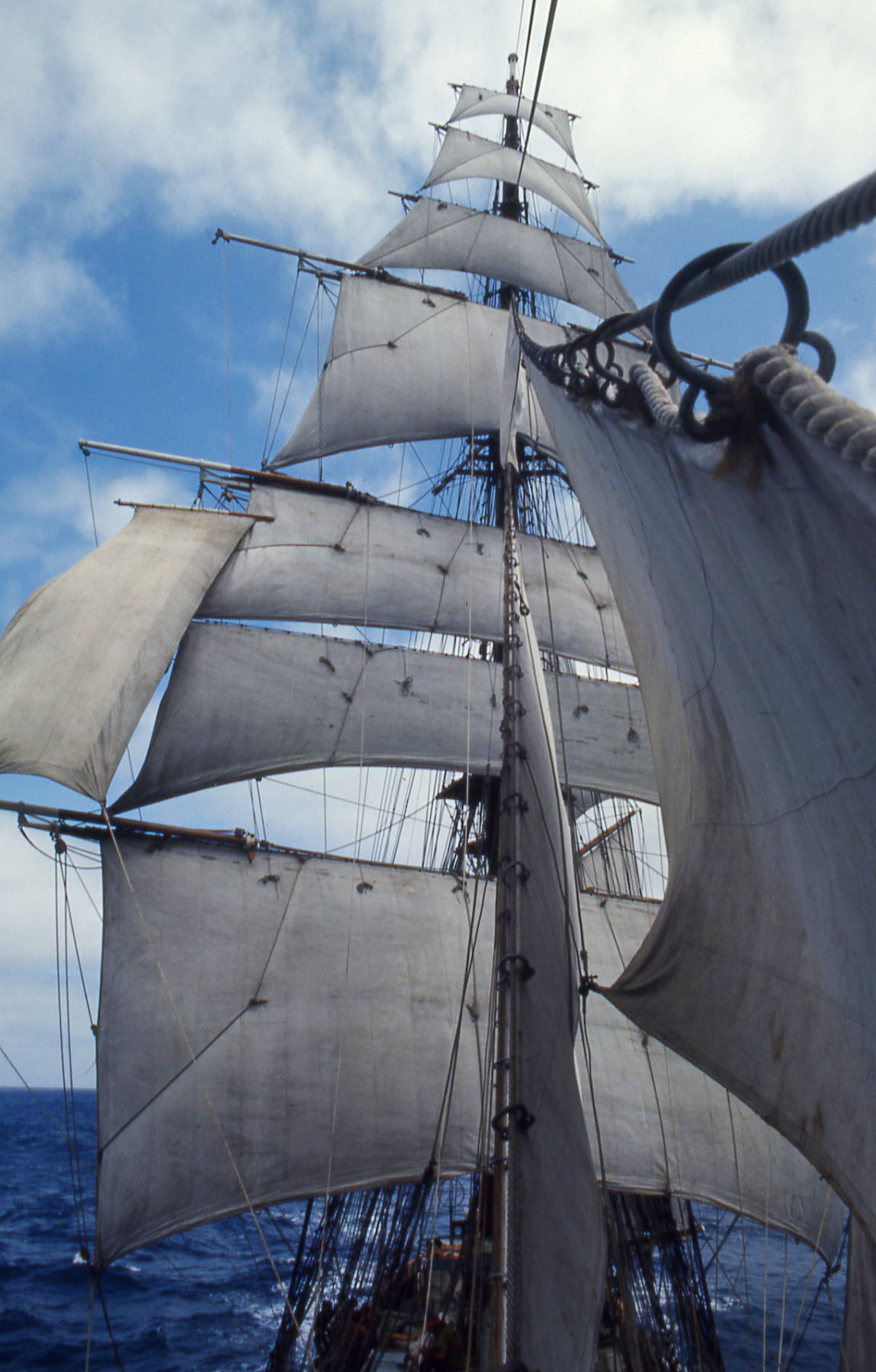
上からムーンセイル、スカイセイル、ロイヤルセイル、トガンセイル（1枚）、トップセイル（2枚）、コースセイル。トップセイルの横にスタンセイルも張られている。

大型帆船のシップ帆装においては、最大で30を越える帆が使用され、それぞれに個別名称がつけられている。シップ以外の横帆を備えた大型帆船においても各帆の名称は基本的にこれに倣い、縦帆の帆船においても転用されている例が存在する。
各マストの一番下のものはコースセイルである。後述するが区別するためにマストの名称を用い、例えばメインマスト（図におけるマストD）のコースセイル（図における帆12）であれば「メインセイル」と呼ばれる。その上の帆は、帆が張られたマストの部位を冠して、
- トップセイル（Topsail） - 1枚の場合もあるが、操帆難易度などの問題から2枚に分割して張られる場合もある。
  - ローワートップセイル（Lower topsail） - トップマストのうち、下側に張られた帆。図におけるマストDの帆13。
  - アッパートップセイル（Upper topsail） - トップマストのうち、上側に張られた帆。図におけるマストDの帆14。
- トガンセイル／トップギャラントセイル（Topgallant sail） - トップセイル同様、2枚張られる場合もある。
  - ローワートガンセイル（Lower topgallant sail） - トガンマストのうち、下側に張られた帆。図におけるマストDの帆15。
  - アッパートガンセイル（Upper topgallant sail） - トガンマストのうち、上側に張られた帆。図におけるマストDの帆16。
- ロイヤルセイル（Royal sail） - 図におけるマストDの帆17。
- スカイセイル（Skysail） - 図におけるマストDの帆18。
- ムーンセイル（Moonsail）

と呼称する。例えばトップセイルが2枚の場合、メインマストの下から3番目（図における帆14）は「メインアッパートップセイル（Main upper topsail）」となる。

#### コースセイル

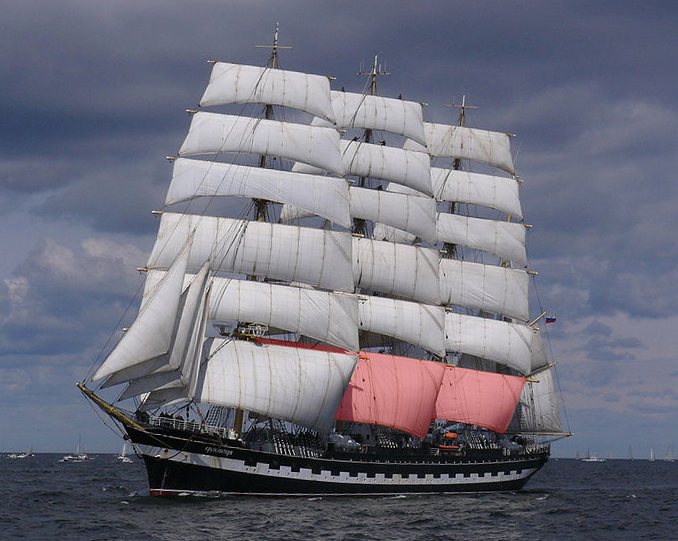
横帆の場合のメインセイル（赤い部分）

コースセイル（course sail）とは、帆船において各マストの一番下に設置された帆である。大抵は各マストにおいて最も大きい。
名称はマストの名前がそのまま用いられ、メインマストの場合は「メインセイル（mainsail）」、フォアマストの場合は「フォアセイル（foresail）」、ミズンマストの場合は「ミズンセイル（mizzensail）」と呼ばれる。その中でもメインセイルは1隻の帆船の中でも最も大きい帆であり、帆走において最も重要な帆である。
「コースセイル」という名称
通常は横帆を持つ帆船において用いられる言葉である。縦帆の帆船でもトップセイルを備えるようなガフセイルを持つ帆船でもコースセイルと呼ぶ場合があるが、ラテンセイルやバミューダ帆装の場合はコースセイルとは呼ばない。
「メインセイル」という名称
横帆やガフセイルに限定されず、バミューダ帆装など縦帆の帆船においても広く用いられる。前述したが、共通して通常メインマストに張られた最も大きい帆を指す。

#### トップセイル

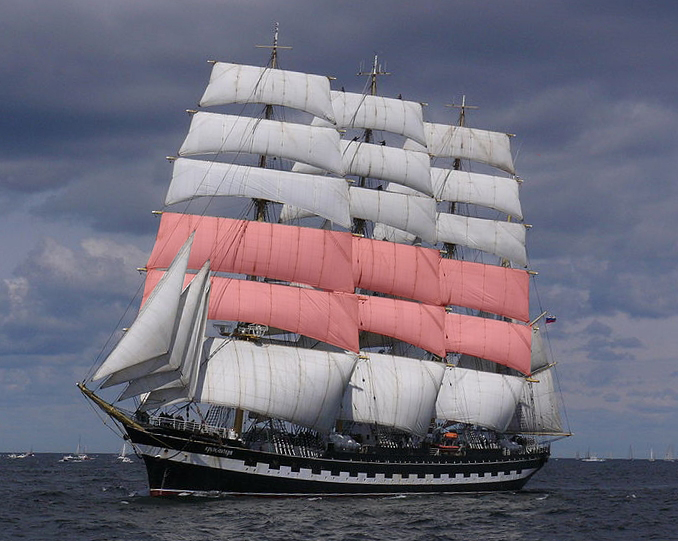
トップセイル（赤い部分）

トップセイル（topsail）とは、帆船においてトップマストに設置される帆である。海面近くの風の状況に関わらず、安定した風を得る目的で使用された。
横帆の船において
コースセイルの上、トガンセイルの下に設置される。最古のものはローマ帝国の時代に使用され始め、15世紀にはヨーロッパの広範囲で使用されるようになっていた。元々はメインマスト、フォアマストにのみ小さな帆が設置されていたが、17世紀中頃までに徐々にサイズと重要性が増していった。
大きなトップセイルは強風の中での操作が難しく、また危険性を含んでいた。そのためより少ない人員で容易に操帆できるように、19世紀中頃の商船でトップセイルが分割されるようになった。それ以降の大型の帆船では、1枚の場合もあるが多くは2枚に分割して張られる。その場合は下側が「ローワートップセイル（Lower topsail）」、上側が「アッパートップセイル（Upper topsail）」と呼ばれる。
縦帆の船において
ガフセイルの帆船においては、

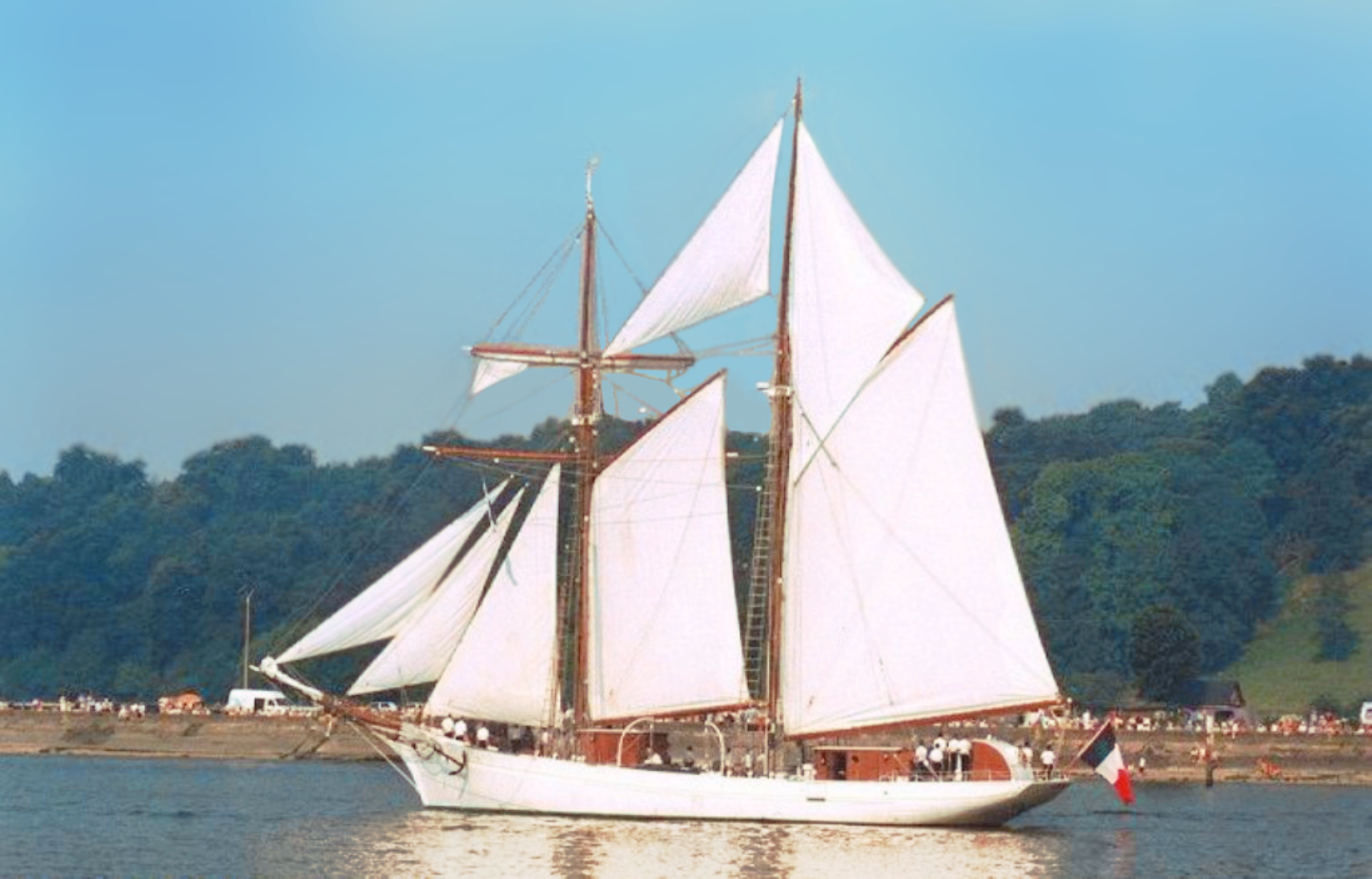
メインマストに縦帆のトップセイルを持つスクーナー、Étoile

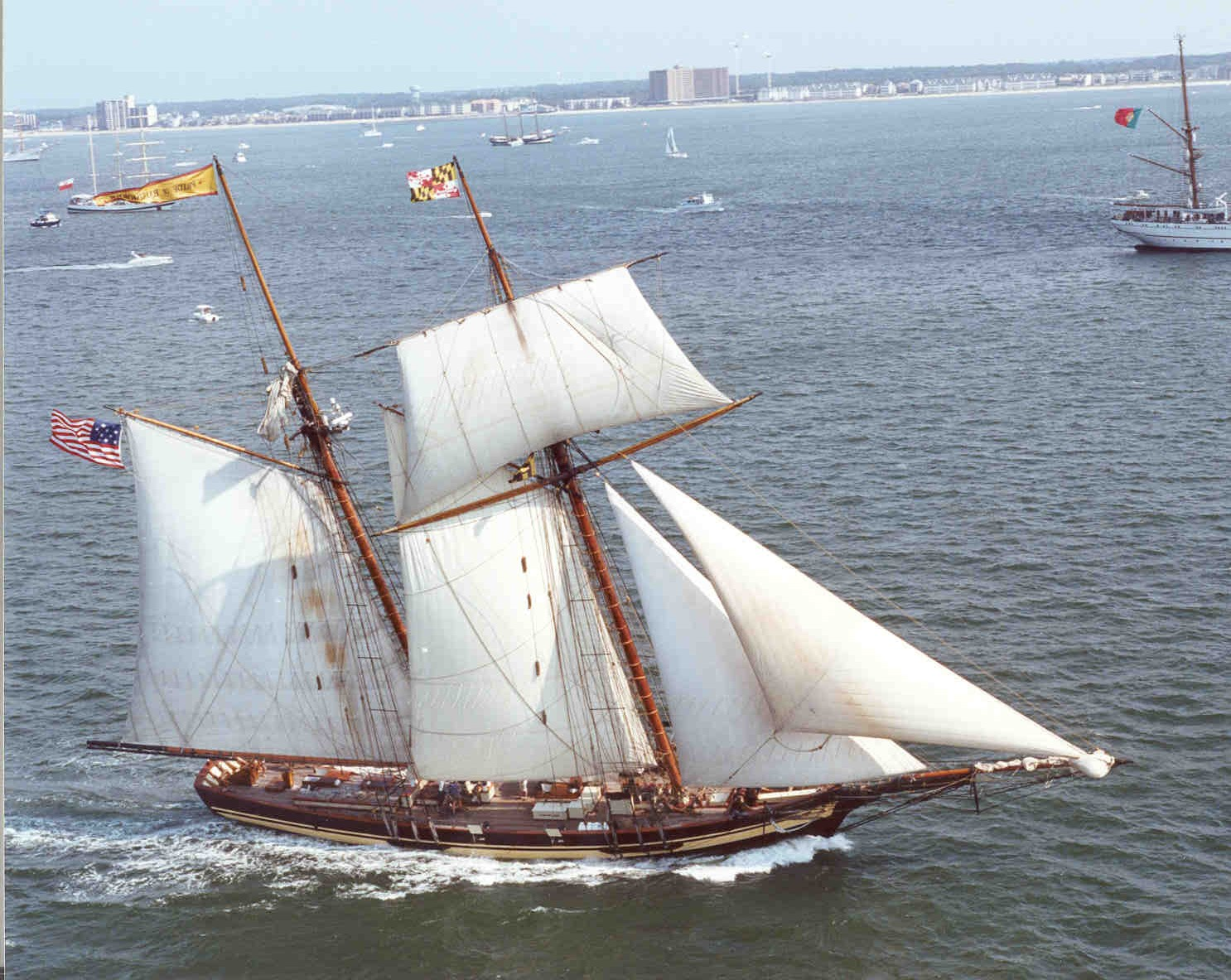
フォアマストに横帆のトップセイルを持つスクーナー、Pride of Baltimore

1. ガフセイルの上に設置される三角形の小さな縦帆
2. ガフセイルの上に設置される四角形の横帆

の2種類をトップセイルと呼んだ。1. の場合は通常1枚のみであるが、2. の場合は横帆帆船と同じく2枚に分割される場合がある。カッターボートやスループ、スクーナーなど小型帆船においては1. のタイプのトップセイルが一般的である。大型の帆船では2. のタイプのトップセイルも多く見られ、スクーナーの場合は特にこの形を「トップスルスクーナー」と呼んでいる。
トップセイルを備える縦帆はガフセイルが最も一般的であるが、ラテンセイルなど他の縦帆でもトップセイルを持つ例ことがある。ただし、近年急激に普及したバミューダ帆装では、帆の形状からトップセイルは設置されない。

#### トガンセイル／トップギャラントセイル

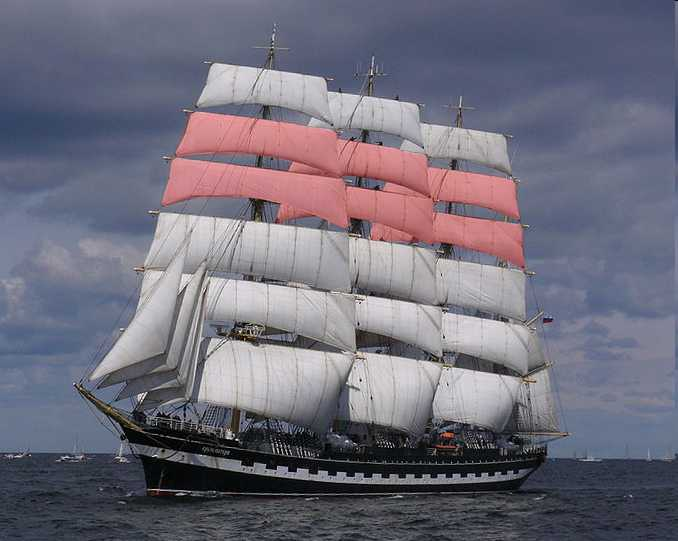
トガンセイル（赤い部分）

トガンセイル／トップギャラントセイル（topgallant sail）とは、帆船においてトガンマストに設置される帆である。
横帆の帆船が大型化していく過程で、効率よく風を受けるため帆も大きくなっていき、そのために操帆を容易にするためにトップセイルを分割してトガンセイルが生み出された。その後、同様の理由からトガンセイルも2枚に分割されるようになっていくが、元々トガンセイルはトップセイルより小さいため、比較的分割される頻度は低い。2枚の場合、下側が「ローワートガンセイル（Lower topgallant sail）」、上側が「アッパートガンセイル（Upper topgallant sail）」である。

#### ロイヤルセイル

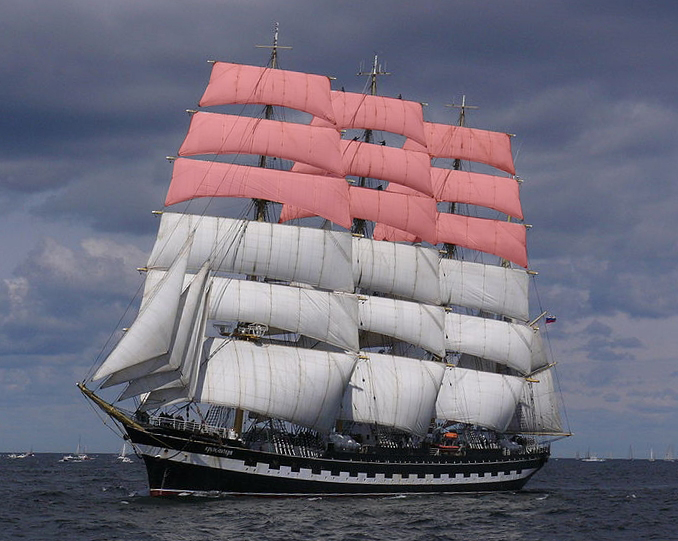
ロイヤルセイル（赤い部分、トガンセイルにも色が付いている）

ロイヤルセイル（royal sail）とは、帆船においてロイヤルマストに設置される帆である。トガンセイルの上に設置される小さな帆で、当初は「トガンロイヤル（topgallant royal）」と呼ばれていた。16世紀頃に登場して大きな帆船のみで備えられ、弱い順風時に使用される。

#### スカイセイル
スカイセイル（skysail）とは、帆船においてロイヤルマストの上部に設置される帆である。速度を重視した帆船に用いられた。古くは最上部の帆として定着していたが、時としてより上にムーンセイルが設置される。

#### ムーンセイル

3つのムーンセイル（赤）

ムーンセイル（moonsail）とは、帆船においてロイヤルマストのさらに上部に設置される帆である。クリッパーなど特に速度重視で設計された船に使用される、非常に特殊な帆である。
月にも届きそうな高さであることからムーンレイカー（moonraker）とも呼ばれる。通常は他の横帆と同じ台形だが、時として三角形の横帆が置かれる場合もある。そういったものはスカイスクレイパー（skyscraper）と呼ばれる。

#### スタンセイル

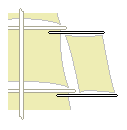
スタンセイル

スタンセイル（stunsail、stuns'l）とは、帆の面積を広げる目的で張られる補助的な帆のことである。主に弱い風のときに使用されるエクストラセイルである。スタディングセイル（Studding sail）、スタッドセイル（Studsail）などと呼ばれる。
古くは横帆の大型帆船で用いられ、ヤードを左右に延長する形で設置される。呼称は延長している帆と、船体の左右どちらに設置されるかにより決定される。
近代では縦帆でも使用される例があり、スパンカーの場合はスパーを延長し、リーチを拡張する形で設置される。1950年代にシドニーで小型ボートに用いられたのが最初で、こういったスタンセイルを特に「リングテイル（Ringtail、アライグマ）」と呼ぶ。

### バウスプリットセイル

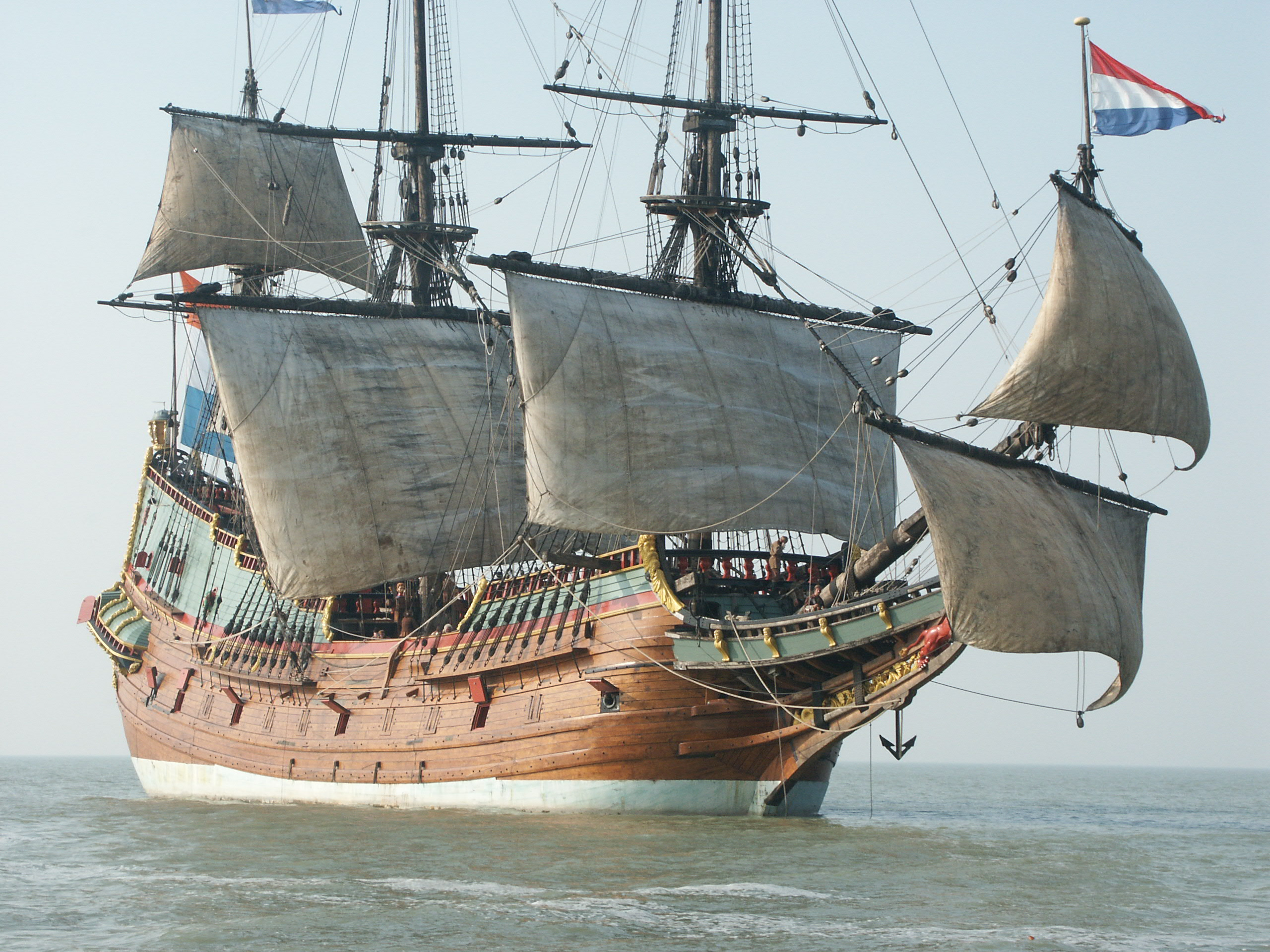
バウスプリットセイルを持つ帆船

バウスプリットセイル（bowspritsail）とは、バウスプリットに取り付けられる船首の角帆である。上向きに取り付けられたバウスプリットに設置されたスプリットトップマスト（sprit topmast）に張られ、スプリットトップセイル（sprit-topsail）とも呼ばれた。またドイツでは、前方の視界を遮るため「ブラインド（blind）」と呼ばれた。
バウスプリットセイルは特にキャラックで広く使用された。18世紀中ごろ、同じような役割を果たすジブの登場によりバウスプリットセイルは使われなくなっていった。

### スピンネーカー

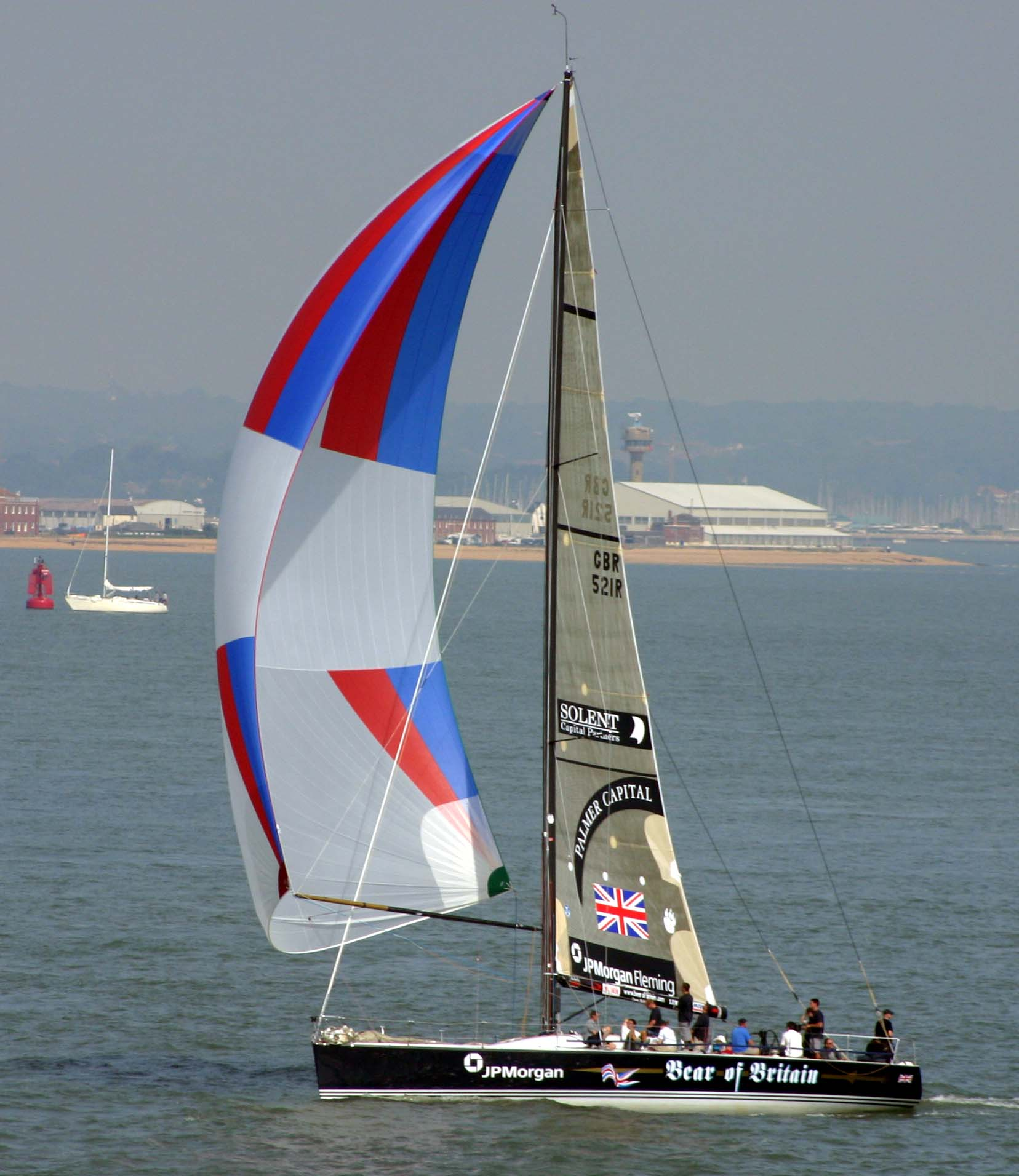
スピンネーカーを持つヨット

スピンネーカー（スピン、spinnaker）とは、ディンギーやヨットにおいて使用されるエクストラセイルである。ヨットなどで使用される唯一の横帆で、ジブと並んで重要な帆の1種である。
スピンネーカーはマストの上部から船首あるいはバウスプリットに向けて張られる。順風を受けて風下に向かう際に使用され、風を受けて大きく膨らむ姿を凧に例え、スピンネーカーで帆走することを「飛ぶ（flying）」と表現する。

## 縦帆
縦帆（じゅうはん、fore-and-aft sail）とは、横帆と対比された概念であり、支持棒が水平ではなく、主に船の中心線に沿った方向に張られる帆である。横帆に比べて風上に切り上がるセーリングがしやすい。現代では数が圧倒的に多いディンギーやセーリングクルーザーなどのセーリングボート（小型帆船）は、主に1本マスト（もしくは2本マスト）で、基本的に縦帆で構成する。たとえば1本マストのセーリングクルーザーの場合、ジブセイルというマスト前方の縦帆と、メインセイルというマスト後方の大きめの縦帆の2枚構成である（セーリングボートは原則縦帆であるが、その例外はエクストラセイル（臨時、追加のセイル）として使われるスピンネーカーである。）
船の技術史によれば、順風に適した横帆ではなく、マストを軸とする回転の容易な縦帆の登場が、人の海洋進出にとって画期的な発明だったとされる。縦帆の登場は7世紀から8世紀頃、アラブ人が東アフリカからインドにまで航海を行っていたダウ船のラテンセイルだとされるが、ポリネシアに拡散した人々はそれ以前の3500年前ごろから三角形のクラブクロウセイルで定常的な南東貿易風に逆らって進んだという。東インドからインドネシアにもプロアと呼ばれる船が存在し、こちらを起源とする説もある。
大型帆船ではシップ帆装の場合は、ジブやスパンカーなどに用いられるようになったが、18世紀頃には、オランダで3本マストすべてに縦帆を用いた大型帆船のスパンカー（スクーナー）と呼ばれるものも存在した。

### ラテンセイル

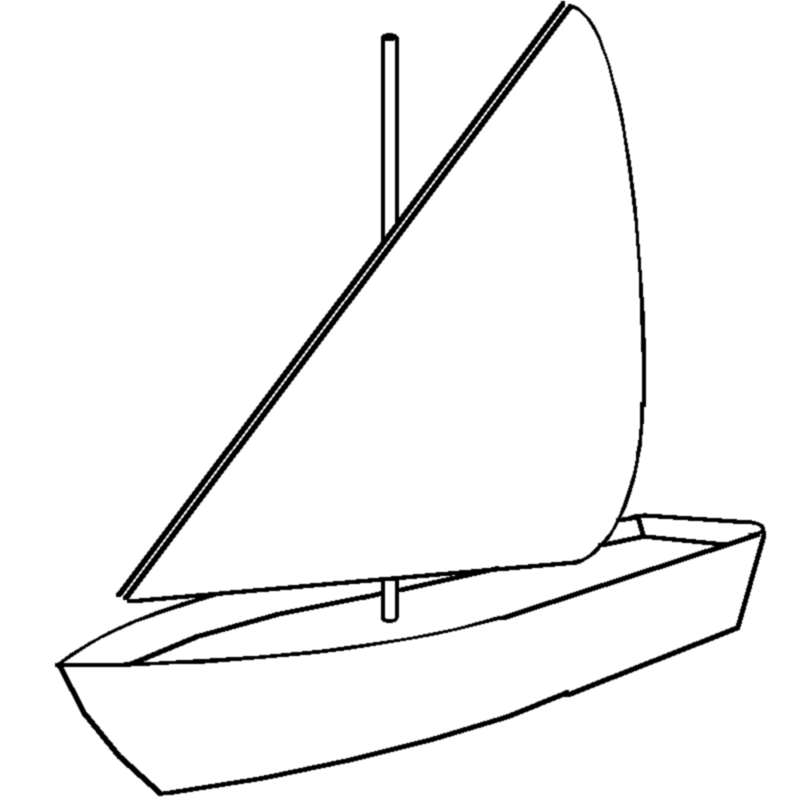
ラテンセイル

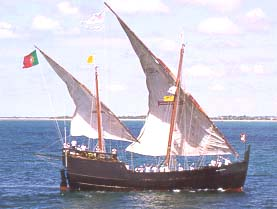
大三角帆を持つカラベル

ラテンセイル（latin-rig、ラティーンセイル、lateen sail）とは、その形状から大三角帆ともいわれ、最も古くから存在する縦帆の一種である。上述の縦帆の長所を持ち、イタリアのジェノヴァやヴェネツィアの船にも広く採用された。大航海時代の大型帆船には最後尾のマストにラテンセイルを張り、船の操作に対し舵の機能を果たすようになった。風をはらんで翼の形となった三角帆の向きを変えれば逆風でもジグザグ前進できるのが特徴である一方、帆を張り出す面を変えるとき帆の向きを変えるための作業が発生することが欠点である。特に帆を大型化するとこの作業は困難を極めるようになった。後にマスト前方部分は存在しなくても問題がないことが分かり、風上側の縁を極端に短くしたラグセイル、なくしてしまったガフセイルが現れた。

7〜8世紀に縦帆の中で最初にアラブ人が発明し、季節風を駆使して交易に乗り出した結果、海のシルクロードが形成されたとされる。12世紀頃にはヨーロッパに伝わり地中海沿岸に広く普及したと推定される。大航海時代に東洋に伝わり、ジャンク船にも取り入れられ、日本でも安土桃山時代から江戸時代初頭の朱印船にラテンセイルを持つものが現れている。現在においても、紅海から東アフリカ沿岸のザンジバル島にかけてなどでは、ラテンセイルをもつダウ船が実用として使用されている。

### ラグセイル

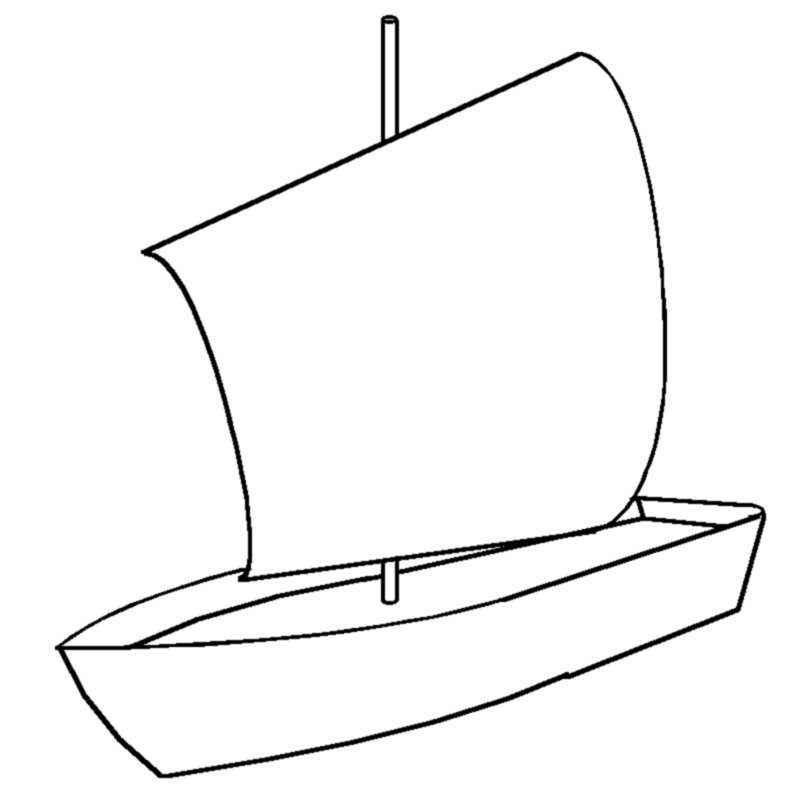
ラグセイル

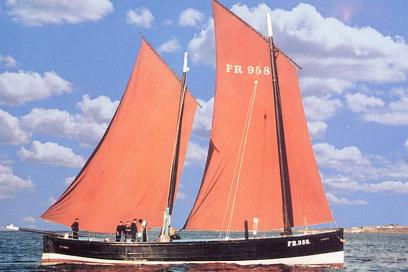
ラグセイルを持つReaper

ラグセイル（lug sail）とは、ラテンセイルの前部を切り落としたような形状の縦帆である。一見横帆のようでもあるが、形状は上端よりも下端の方が長い不等四辺形であり、マストがヤードに対して極端に前寄りに固定されている点が横帆と大きく異なり、機能的にはラテンセイルと同等である。

イギリス沿岸などの北ヨーロッパの小型船に用いられた帆装である。スクーナーでこの帆が多く見られ、1823年に進水したフランスのトップスルスクーナーLa toulonnaiseもラグセイルが使用していた。その他フィフィーなどを含むラグセイルを備えた小型船を、ラガー（lugger）とも呼ぶことがある。

### ガフセイル

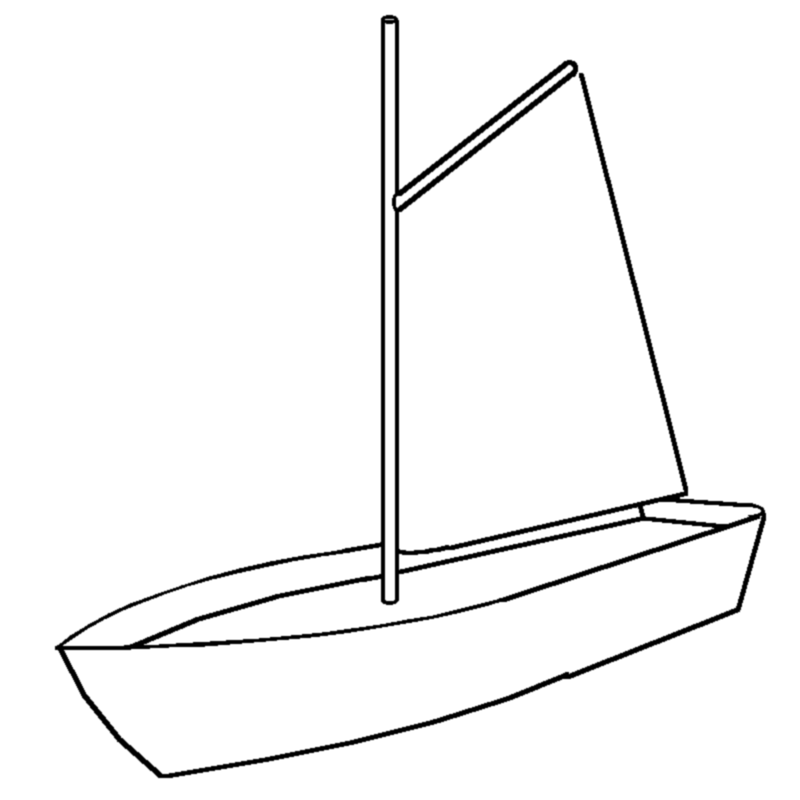
ガフセイル

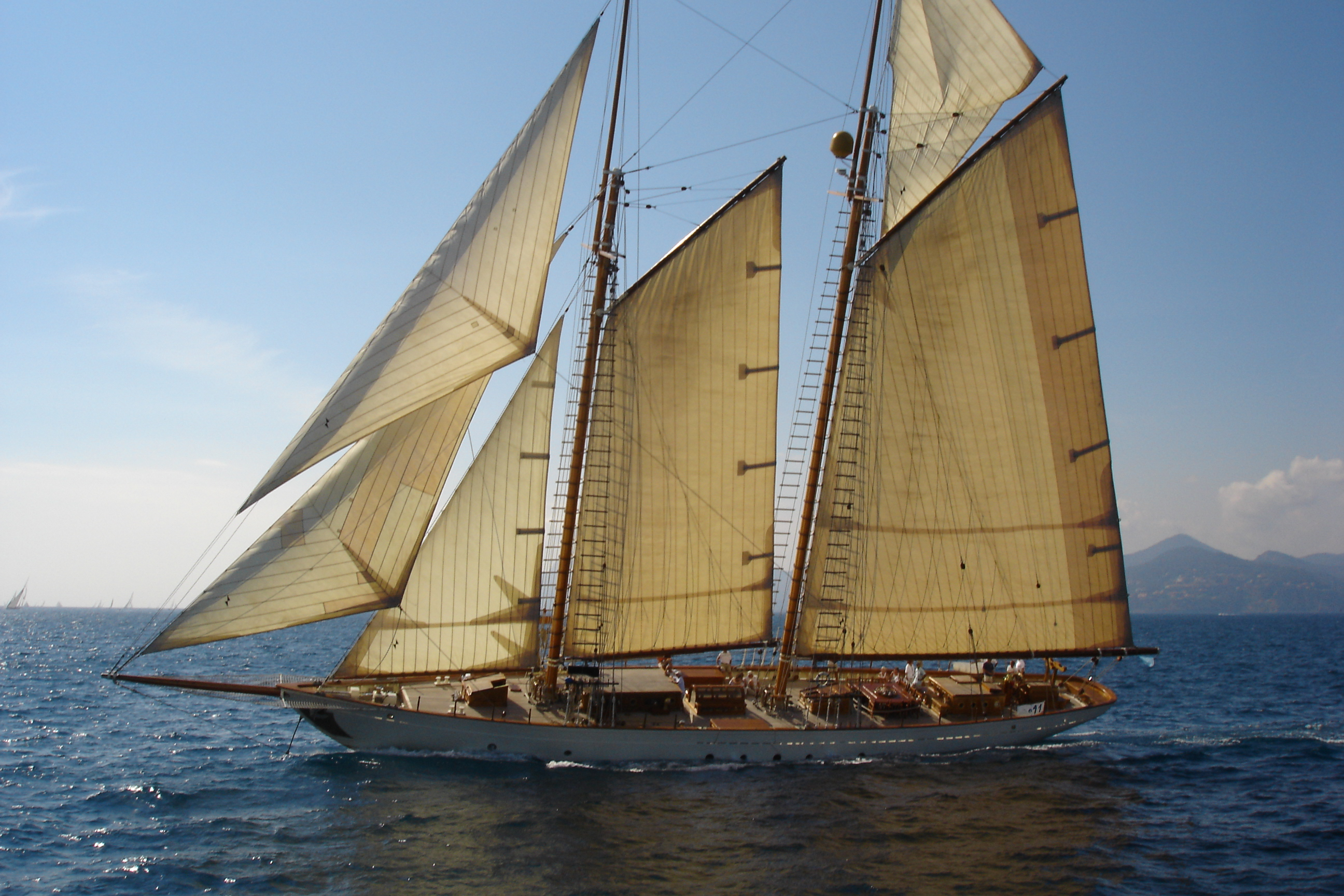
ガフセイルを持つZeca

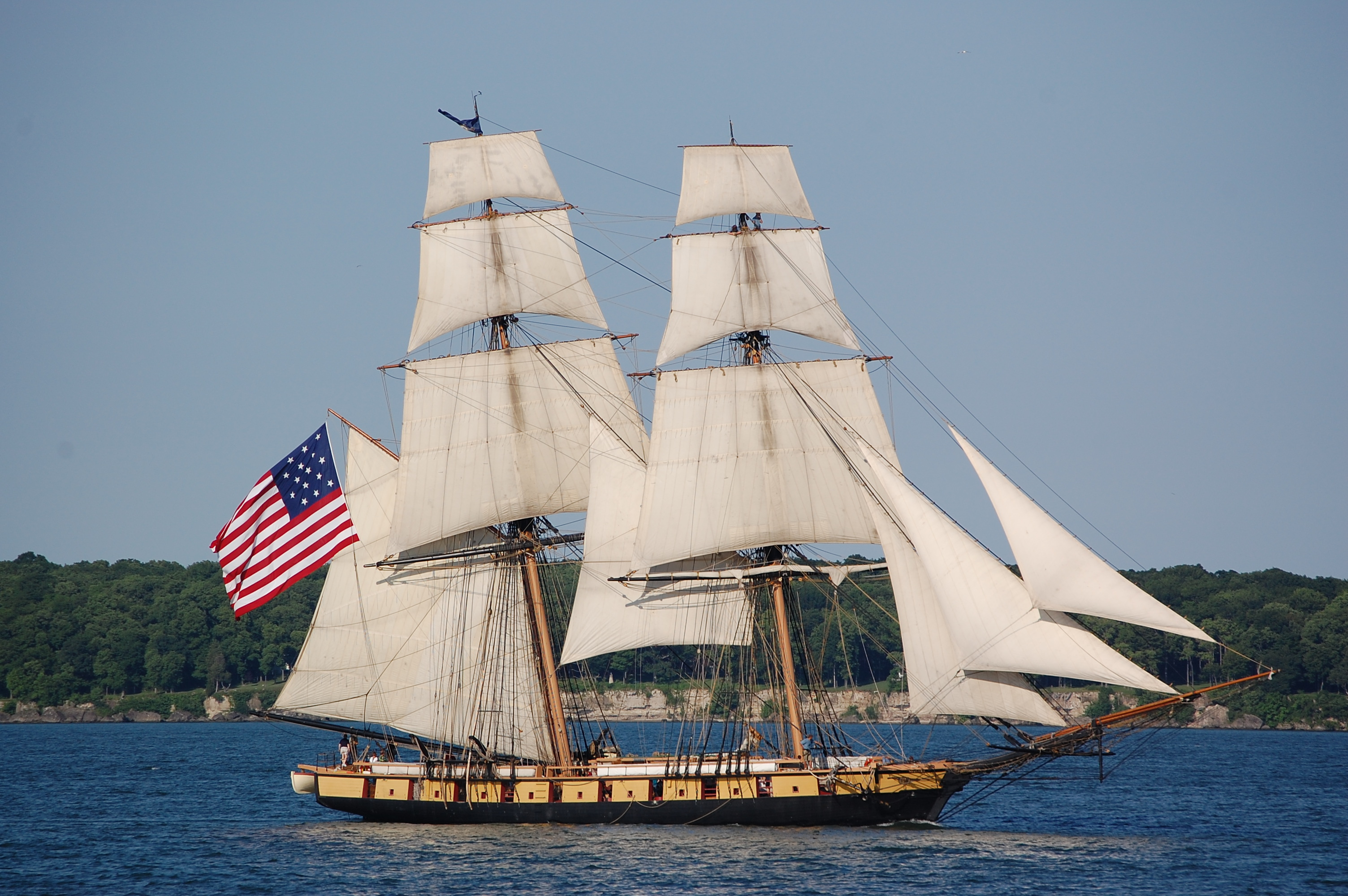
スパンカーを持つNiagara

ガフセイル（gaff sail）とは、ラテンセイルの前方部分を全て切り落とした形状の縦帆である。マスト上方に船尾方向に向かって「ガフ」と呼ばれる支柱を配し、帆の上端を固定している。ラグセイルと比較して機構が簡単で操作しやすいため、縦帆の代表格とされスループ、ケッチ、ヨールなどに一般的に広く使用されていたが、近年ではその座をバミューダ帆装に譲る形となっている。
18世紀のイギリス海軍で、横帆のみを持つ帆船の横帆の後方に小さなガフセイルが備えられた。これをドライバー（driver）と呼ぶ。1811年に描かれたフランスの戦列艦Le Wagramの絵にもドライバーと思われるものが描かれているとされる。

ドライバーが進化したものとして、操作性を高める目的でブリッグやシップなど横帆のみを持つ帆装において、横帆の後方にドライバーより大きなガフセイルが張られる場合がある。そういったガフセイルをスパンカー（spanker）と呼ぶ。まれにスパンカーを複数持つ場合があるが、上を「アッパースパンカー（Upper spanker）」、下を「ローワースパンカー（Lower spanker）」と呼んで区別する。

### スプリットセイル

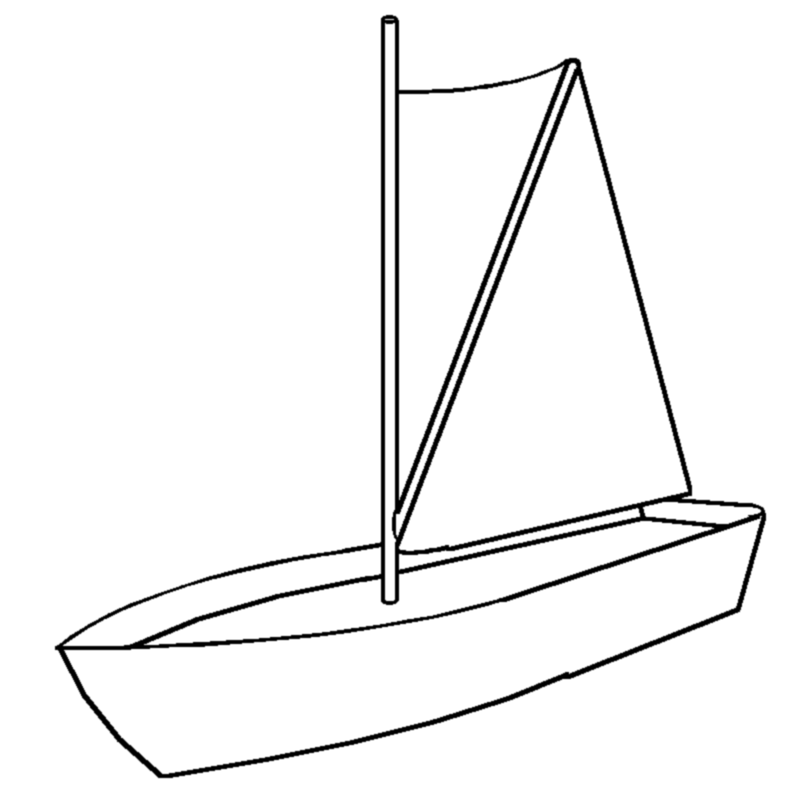
スプリットセイル

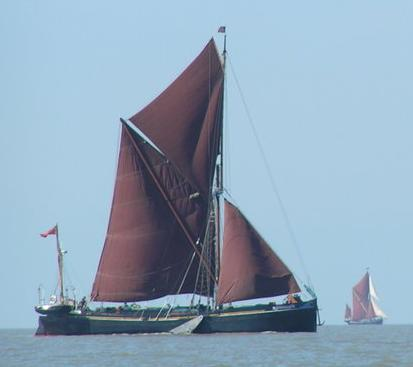
スプリットセイルを持つテムズ川のカッターボート

スプリットセイル（split sail）とは、不等四辺形の対角線に沿って支柱を持つ形式の縦帆である。ほぼガフセイルと同じであるが、帆を支える支柱がマストの根元から斜め上方に突き出て支持する形になっている。この支柱自体を「スプリット」と呼ぶ。スプリットセイルの技術は16世紀のオランダでガフセイルから派生して生まれたが、歴史的に見ると紀元前2世紀に最初の縦帆として登場している。
帆はスプリットの上端に固定されており、通常下側にブームは持たない。ブームを持たないという特徴は、甲板における貨物の運搬を容易にし、港や運河など十分な広さのない場所での省スペースでの運用や停泊を可能とした。スプリットをマストに束ねることで省スペースの帆の収納を可能としたが、それは同時に必要なときに帆で甲板を覆えないことを意味した。

次第にスプリットは廃止され、後マストから前マストに張られたロープにステイセイルを備えるようになっていく。

### バミューダ帆装

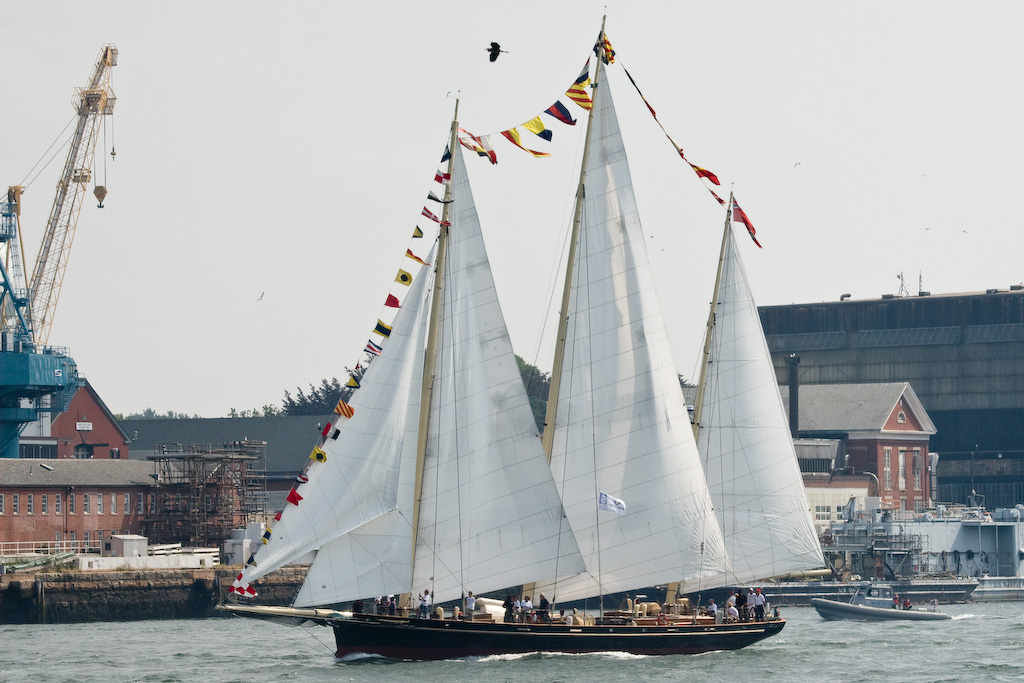
バミューダ帆装を持つSpirit of Bermuda

バミューダ帆装（bermuda rig）とは、17世紀にバミューダ諸島で生み出された縦帆の形式。グリエルモ・マルコーニが開発した初期のラジオアンテナと見た目が似かよっていたため、マルコーニ帆装（marconi rig）とも呼ばれる。
ガフセイルでは帆は上側に設置された支柱に固定されたのに対し、バミューダ帆装では下側に設置したブームに固定される。下側が固定されていることによりガフセイルと比較して操帆が容易であり、急速に普及し現代では最も一般的な縦帆となっている。登場した初期のものはブームを用いず、甲板に直接設置されていた。

バミューダ帆装はしばしばジブとセットで用いられ、特に近代のヨットでは最も一般的な帆となっている。

### ステイセイル

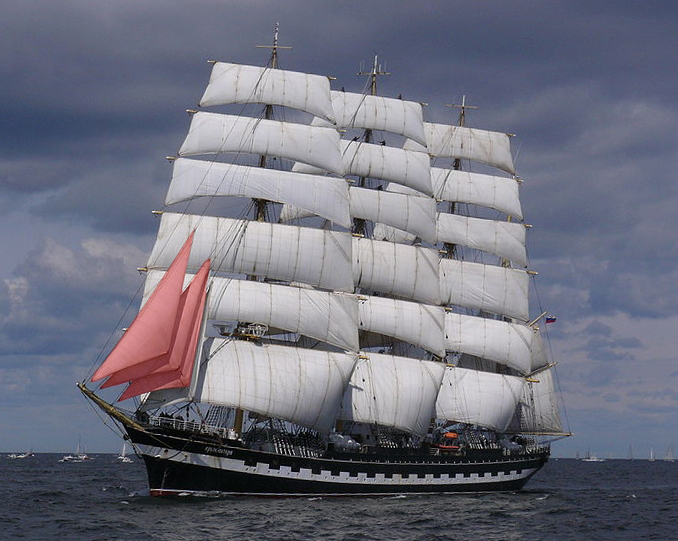
ジブ（赤い部分）

ステイセイル（stay sail）とは、18世紀に使われるようになったマストの間に斜めに張られたロープに置かれた三角形の帆である。マストから1つ前のマスト、あるいはバウスプリットへ向かって張られる。フォアマストからバウスプリットに張られるものを特にジブ（Jib）と呼ぶ。マストが1本の場合はステイセイルとは呼ばず、全てをジブセイルと呼ぶ。近代のヨットにおいてはスピンネーカーと並んで重要な帆の1種である。
ステイセイルやジブは1つのマストから1枚のみとは限らず、複数張られる場合も存在する。ジブは3枚持つのが最も一般的な構成である。上から順に、
- ジブトップセイル（Jib topsail）
- ジブ（jib）
- ステイセイル（Staysail）

と呼ばれる。より大型の帆船では最大4枚のジブを備えるのが一般的である。そういった帆船ではフォアマスト以外にも多くのステイセイルを備えるため、ジブに単なる「ステイセイル」という名称は用いない。その場合は上から順に、
- フライングジブ（Flying jib）
- アウタージブ（Outer jib）
- インナージブ（Inner jib）
- フォア（トップ）ステイセイル（Fore(top)staysail） - 後述する「フォア（トップ）マストに備えたステイセイル」という意味の系統的な名称。

と呼ばれる。

ジブ以外のステイセイルは、ステイセイルが張られるマストの部位の名称を使用して系統的に呼ばれる。例えばメイントップマストから前方に張られるステイセイルは「メイントップステイセイル（Main top staysail）」である。また、同じ部位から2枚張られる場合は「ローワー」「アッパー」を付けてこれを区別し、例えばメイントップマストから2枚張られるのであれば、上のものは「メインアッパートップステイセイル（Main upper top staysail）」と呼ばれる。

### ジャンク帆

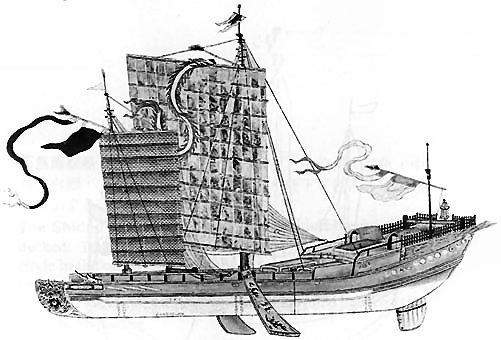
宋代のジャンク船

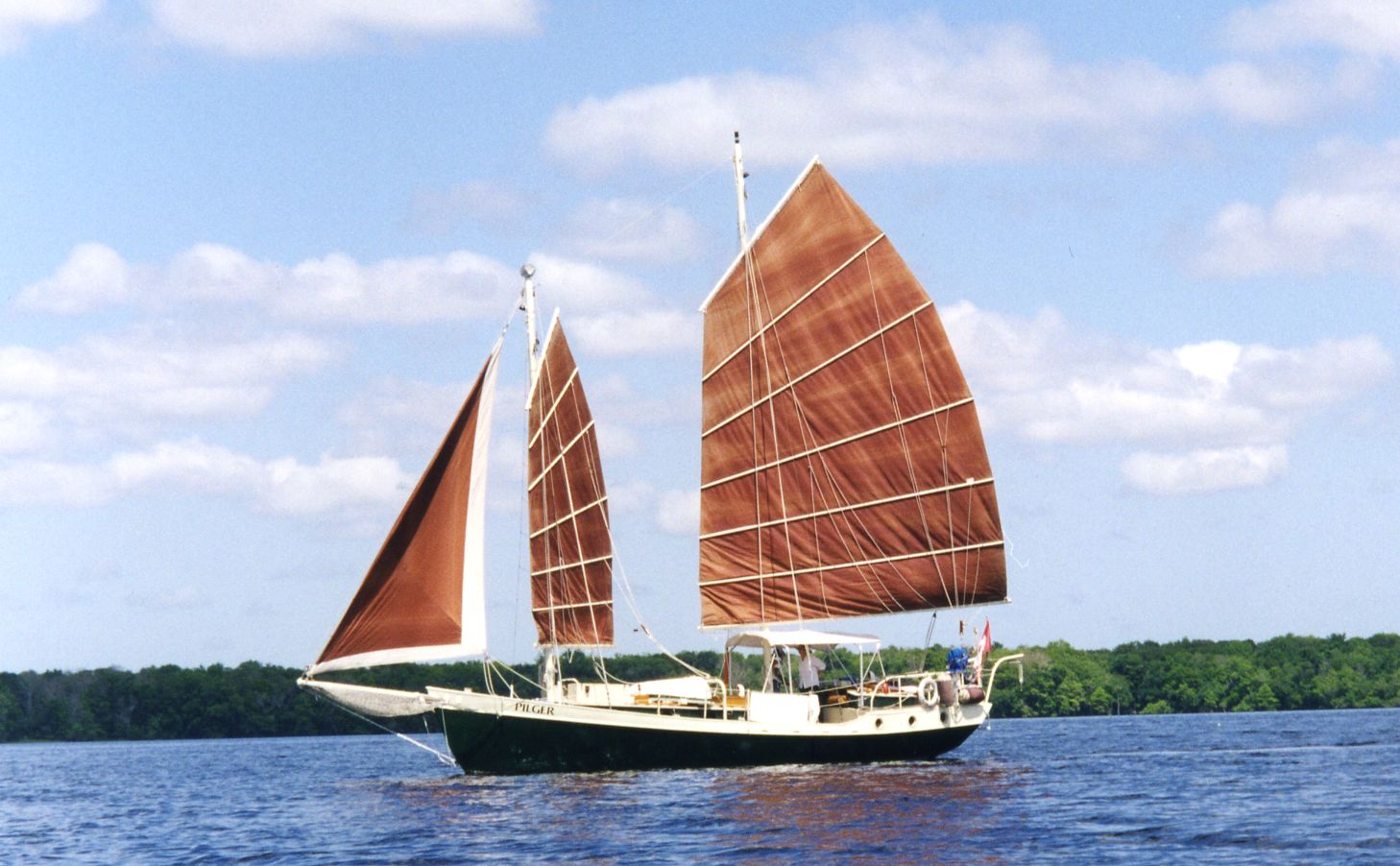
ジャンク帆を持つLakeGeorge（スクーナー）

ジャンク帆（Junk rig）とは、ラグセイルの一種で主に中国など東洋で使用されたジャンク船に用いられた縦帆である。
中国独自の発明と考えられており、ラテンセイルと並び最も古くからの縦帆と考えられている。ジャンク帆の大きな特徴は、帆をバテン（バッテン）と呼ばれる多数の竹などでできている骨組みで支えていることである。緊急時にもブラインドのように簡単に巻き上げることができ、風に関係なく帆の形を維持でき安定した揚力を発生させることができた。

ジャンク帆（ジャンク船）は、古くから存在したが、機能的に成熟したのは宋の時代ともいわれている。マルコ・ポーロの『東方見聞録』でヨーロッパに紹介され、大航海時代に入って実際にジャンク船を目にしたヨーロッパ人は、その操作性の高さに大きな衝撃を受けたといわれている。

### クラブクロウセイル

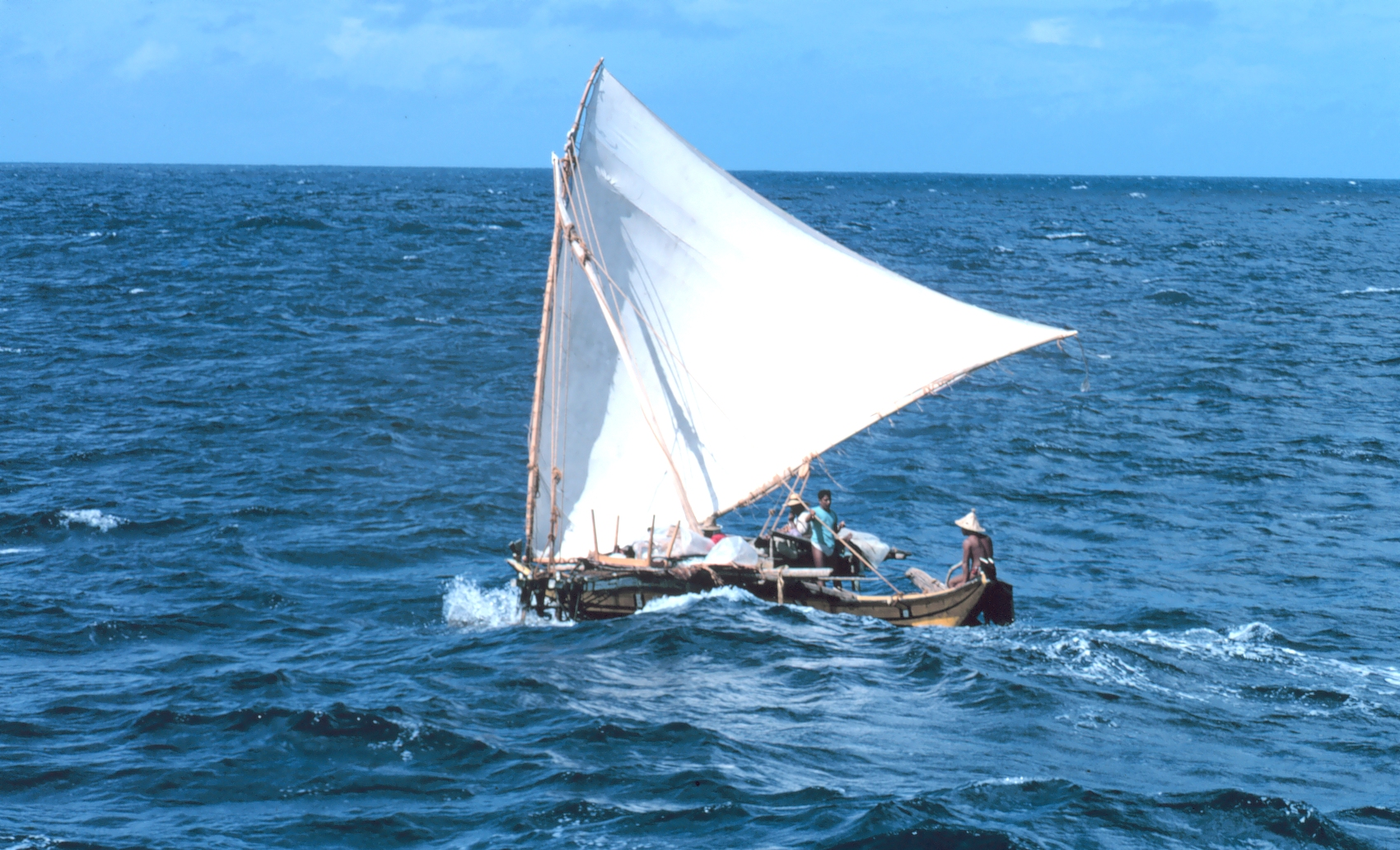
クラブクロウセイルを持つプロア

クラブクロウセイル（crab claw sail）あるいはオセアニックラテン（Oceanic lateen）またはオセアニックスプリット（Oceanic sprit）とは、古代からオセアニアで広く用いられていた縦帆に類する帆である。帆の形状は二等辺三角形で、カニの爪のような形をしている為に「クラブクロウ」と呼ばれる。
クラブクロウセイルは単体の他の単純な帆より優れた特徴を持つ帆であり、近年の実験の結果風上への航走能力ではラテンセイルよりも優れていることがわかっている。

ポリネシアの例
ギニアの例
ハワイの例

## その他帆の呼称

### エクストラセイル
エクストラセイル（extra sail）とは、基本のセイルプランに含まれていない帆を指し、臨時や追加で使用する帆のことである。最も一般的なものはスピンネーカーで、その他にスタンセイル、現代のスパンカーセイル、ステイセイルやトップセイルなども含まれる。
ヨットレースでは、エクストラセイルが許可されているかどうかに応じて、多くの場合で部門分けされている。エクストラセイルが許可されていないレースやクラスは、non-spinnaker あるいは no flying sails 等とも呼ばれている。

### トライセイル
トライセイル（trysail）とは、嵐の際に風に対抗するためにフォアマストとメインマストの後ろに設置される帆のことである。

## 帆の運用
帆を張る作業を展帆作業、畳む作業を畳帆作業という。帆船が着岸した状態ですべての帆を張る訓練を、総帆展帆（そうはんてんぱん）あるいはセイルドリル（sail drill）といい、イベント（寄港記念など）で実施されることもある。

## 特殊な帆
船に大型の蛇の目傘を取り付けて帆として使用する帆傘船が高知県の浦戸湾などにみられた。帆傘船の傘は竹先に取り付け、傘の向きや傾きを調節して操船するもので日除けにもなった。

## 帆の文化
- 日本では帆の家紋が複数あり、「一つ帆巴」、「二つ帆の丸」、「三つ帆の丸」、「変わり三つ帆の丸」、「四つ帆の丸」、「五つ帆の丸」、「三つ割りの帆」、「糸輪に三つ重帆」、「糸輪に真向き帆」、「抱き帆」、「浪に三つ帆」、「浮線帆」、「六角帆」、「石持ち地抜きの真向き帆」、「霞に帆」、「水に帆」、「浪の丸真向き帆」、「帆の丸に剣片喰」、「三つ寄せ帆」、「追い掛けの帆菱」、「丸に一つ帆」、「変わり帆丸」、「細輪に四つ帆」、「松葉菱に覗き帆」、「尻合わせ三つ帆」、「陰三つ帆の丸」、「二つ帆菱」、「陰二つ帆の丸」がある[19]。
- 帆に関することわざが散見し、「得手に帆を揚げる」は江戸いろはかるたの「え」の「得手に帆を揚ぐ」として採用されている。

## 脚注

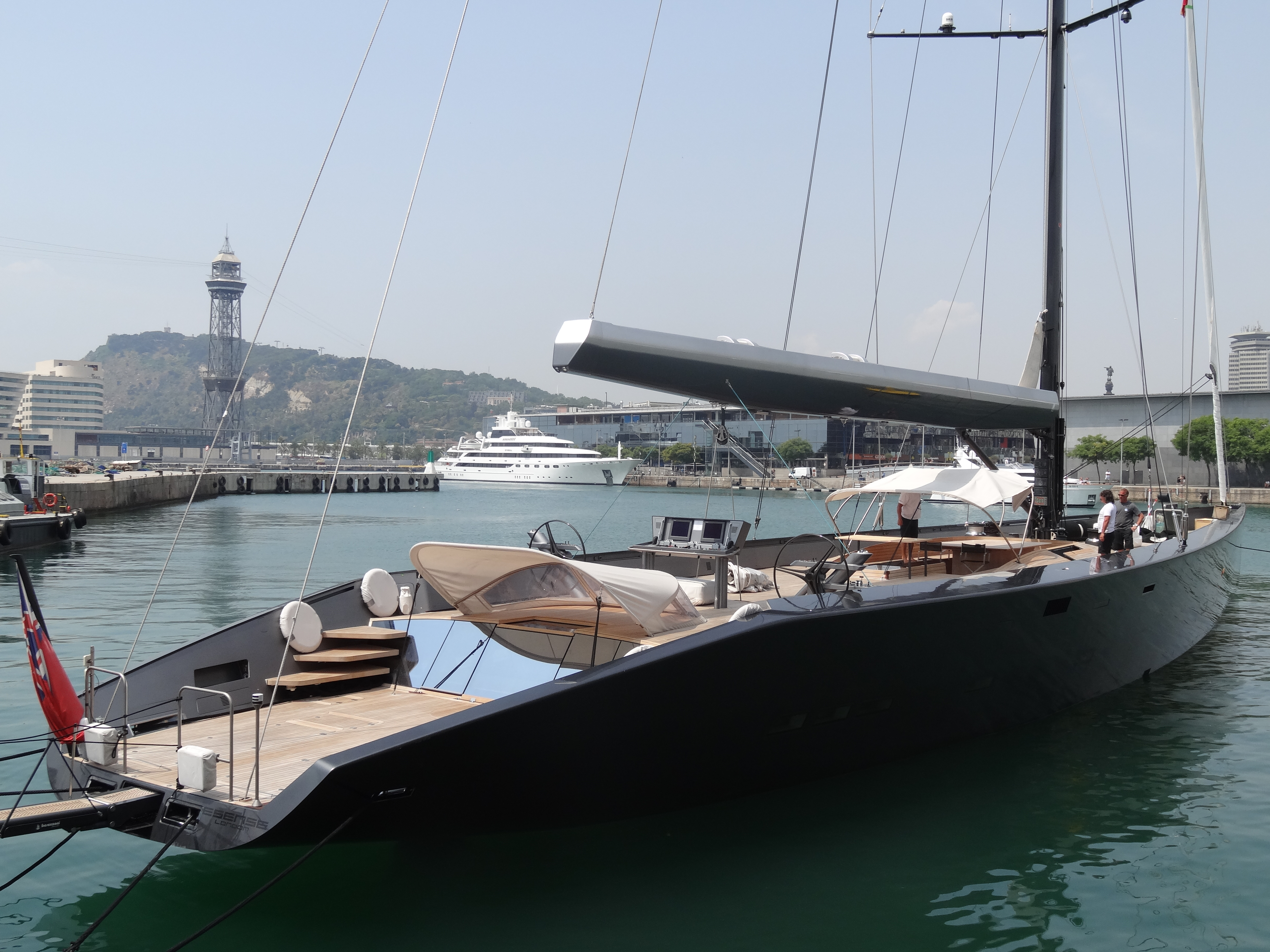
帆をケースに格納したウォリー・ヨット製のモーターヨット